# Колцешти (Горж)
Колцешти (рум. Colțești) насеље је у Румунији у округу Горж у општини Логрешти. Oпштина се налази на надморској висини од 261 m.

## Становништво
Према подацима из 2002. године у насељу је живело 350 становника, од којих су сви румунске националности.